# David Moitet
David Moitet, né le 19 décembre 1977 au Mans, est un romancier français. Ses romans relèvent de la science-fiction, de la fantasy, du fantastique et du roman policier.

## Biographie
David Moitet déclare avoir découvert son goût pour l'écriture en 1999 et publie cinq polars, dont certains ont été primés.[réf. nécessaire]
À partir de 2014, il se consacre à l'écriture de romans destinés à la jeunesse. Il remporte par deux fois le prix des Incorruptibles en 2020 (Le Dossier Handle) et 2022 (Alice), le prix Polar du meilleur roman jeunesse de Cognac en 2018 (Le Dossier Handle), et le prix Imaginales des collégiens en 2023[réf. nécessaire] (Les Mots Fantômes).

## Œuvres

### SérieLes Mondes de l'Alliance(science-fiction)
1. L'Ombre blanche, 2014, éd. Didier-Jeunesse
2. Le Secteur C, 2014, éd. Didier-Jeunesse
3. La Treizième Loi, 2015, éd. Didier-Jeunesse

### SérieLes Secrets de Tharanis(fantasy)
1. L'Île sans nom, 2019, éd. Didier-Jeunesse
2. La Voleuse de flux, 2019, éd. Didier-Jeunesse

### Roman indépendants
- L'Homme aux papillons, 2010, éd. Les Nouveaux auteurs (Polar), Prix du thriller de l'été Femme Actuelle.
- Suicide cellulaire Apoptose, 2010, éd. Les Nouveaux Auteurs (polar), Prix VSD du polar 2010.
- Piège boréal, 2011, éd. Les Nouveaux Auteurs (polar)
- Le Passage des ombres, 2012, éd. City Editions (polar)
- Nous serons Légion, 2017, éd. City Editions (polar)
- New Earth Project, éd. Didier jeunesse (science fiction), plusieurs prix littéraires (Prix Sésame, Prix des lycéens Futuriales, Prix des lecteurs de la ville du Mans...).
- Le Dossier Handle, 2018, éd. Didier Jeunesse (polar), plusieurs prix littéraires (Prix des Incorruptibles 2020, Prix polar du meilleur roman jeunesse 2018...), traduit en coréen.
- Alice, 2019, éd. Editions du Rocher (polar), Prix des incorruptibles 2022, Prix des Mordus du Polar 2021.
- RC 2722, 2020, éd. Didier Jeunesse (science-fiction), traduit en allemand et italien.
- Les Mots fantômes, 2021, éd. Didier Jeunesse (polar) (Prix Imaginales des collégiens 2023[2])
- La Longue Nuit, 2022, éd. Didier Jeunesse (fantasy).
- C'était juste un jeu, 2023, éd. Didier Jeunesse (polar)